# Angie Cepeda
Angie Cepeda született: Angélica María Cepeda Jiménez (Cartagena de Indias, Kolumbia, 1974. augusztus 2. –) kolumbiai színésznő.

## Fiatalkora
José Cepeda és Yadhira Jiménez lányaként született Cartagena de Indiasban, Kolumbiában, majd Barranquillában nőtt fel. Miután szülei elváltak édesanyjával és két nővérével élt. Közülük az egyik színésznő Lorna Paz, a másik nővérét Yvette-nek hívják.

## Karrier
Volt idő, amikor úgy gondolta, hogy tanulni fog és fogorvos lesz belőle, de egyszer csak felfedezte magának a drámát és eldöntötte, hogy színésznő lesz. Ezért a kolumbiai Bogotába költözött nagynénjéhez. Eleinte dráma kurzusokra járt, azután szerepelt egy sör cég reklámjába és néhány hirdetésben is. Ezután néhány kisebb szerepet kapott több szappanoperában és kolumbiai moziban. A szerencsének köszönheti a Las Juanas című telenovellabeli szerepét, Susana Torres partnereként. A televíziós sorozat gyártói felfigyeltek rá felajánlották neki a Luz María főszerepét, mely sorozatban Christian Meierrel és Rosalinda Serfatyval játszott együtt. Legemlékezetesebb szerepei közé tartozik, a Fiorella című sorozat főszerepe, Fiorella Morelli Flores de Mejía Guzmán. A Magyarországon is vetített sorozatban, Salvador del Solar és Santiago Magill partnere volt.
Mielőtt beugrott film, Angie volt egy sikeres szappanopera színésznő volt a Luz María és a Fiorella által. A filmes világban, a perui rendező Francisco Lombardi meggyőzte őt, hogy vállalja el egy prostituált, "La Colombiana" szerepét, a Pantaleon y las Visitadorasban. A sorozat hatalmas sikert aratott Kolumbiában, Spanyolországban, Peruban és Argentínában is jó kritikákat kapott.
Játszott a Paradise (2004), a Sammy és én (2003), Captain Pantoja és a Special Services (1999) című mozikban is.

## Magánélete
Első nagy szerelme a kolumbiai színész, Marcelo Cezan volt, de kapcsolatuk nem tartott sokáig. Majd ezután egy hosszan tartó kapcsolata volt Diego Torres énekessel. 

## Filmográfia

### Filmek
- Ilona llega con la lluvia (1996)
- Pantaleón y las visitadoras (2000)
- A tűz legendája (Leyenda de Fuego) (2001)
- El destino no tiene favoritos (2002)
- Sammy és én (Sammy y yo) (2003)
- Il paradiso all´improvviso (2004)
- Szerelem kiadó (Love for Rent) (2005)
- Álmok hálójában (Oculto) (2005)
- El Muerto (2007)
- Szerelem a kolera idején (2007)
- Passing By (2008)
- El Mal Ajeno (2008)
- Una Hora Más en Canarias (2009)

### Telenovellák és televíziós sorozatok
- La Maldición del Paraíso (1993)
- Crónicas de una generación trágica (1993)
- Solo una mujer (1995)
- Candela (1996)
- Las Juanas (1997)
- Luz María (1998)
- Fiorella (Pobre Diabla) (2000)
- Vientos de agua (2005)
- Fuera de Lugar (2008)
- Los Protegidos (2010)
- Pablo Escobar: El Patrón del Mal (2012)
- Exposados (2012)

## Fordítás
- Ez a szócikk részben vagy egészben  az   Angie Cepeda című angol Wikipédia-szócikk fordításán alapul.  Az eredeti cikk szerkesztőit annak laptörténete sorolja fel. Ez a jelzés csupán a megfogalmazás eredetét és a szerzői jogokat jelzi, nem szolgál a cikkben szereplő információk forrásmegjelöléseként.